# Académie des beaux-arts de Nuremberg
Pour les articles homonymes, voir Académie des beaux-arts et Akademie der Bildenden Künste.
L'Académie des beaux-arts de Nuremberg (allemand : Akademie der Bildenden Künste Nürnberg) est une académie d'art située à Nuremberg et fondée en 1662 par Jacob von Sandrart.
Elle est la plus ancienne académie d'art germanophone d'Europe centrale.

## Étudiants et professeurs notables
- Herbert Achternbusch
- Peter Angermann (1966-1968), professeur (2002-2010)
- Ernst von Bandel
- Willem van Bemmel
- Diego Bianconi
- Gabriela Dauerer
- Otto Eckmann (1882–1885)
- Martin Eder (de) (1993-1995)
- Georg Goldberg
- Johannes Götz
- Carl Haag
- Adolf von Hildebrand
- Karl Jäger
- Friedrich August von Kaulbach
- August von Kreling, directeur (1853–1874)
- Richard Lindner
- Michael Mathias Prechtl (de)
- Johann Daniel Preisler
- Karl Raupp, professeur (1868–1879)
- Paul Ritter
- August Johann Rösel von Rosenhof
- Sep Ruf (de)
- Jacob von Sandrart
- Diète Sayler
- Karl Schwenzer
- Juergen Teller
- Georg Philipp Wörlen (de)
- Wolfgang Herrndorf